# Liste des membres de la 24e Knesset
Cette liste présente les 120 membres de la 24e législature de la Knesset d'Israël au moment de leur élection le 23 mars 2021 lors des Élections législatives israéliennes de 2021. Elle présente les élus par partis.

## Répartition des sièges
|       |                             |                    |                                            |      |       |               |  |  |  |
| Liste | Liste                       | Nom hébreu         | Idéologie                                  | Élus | %     | +/-           |  |  |  |
|       | Likoud                      | הליכוד             | Droite et extrême droite nationaliste      | 30   | 24,19 | 7             |  |  |  |
|       | Yesh Atid                   | יש עתיד            | Centre laïc                                | 17   | 13,91 | 4             |  |  |  |
|       | Shas                        | ש"ס                | Ultraorthodoxes religieux — séfarades      | 9    | 7,17  | en stagnation |  |  |  |
|       | Bleu et blanc               | ש"ס                | Centre                                     | 8    | 6,61  | 7             |  |  |  |
|       | Yamina                      | ימינה              | Droite nationaliste                        | 7    | 6,21  | 4             |  |  |  |
|       | Parti travailliste          | העבודה             | Centre gauche                              | 7    | 6,09  | 4             |  |  |  |
|       | Judaïsme unifié de la Torah | יהדות התורה        | Droite ultra-orthodoxe                     | 7    | 5,64  | en stagnation |  |  |  |
|       | Israel Beytenou             | ישראל ביתנו        | Nationalisme de centre-droit ou de droite  | 7    | 5,64  | en stagnation |  |  |  |
|       | Parti sioniste religieux    | הציונות הדתית      | Extrême droite religieuse                  | 6    | 5,11  | 4             |  |  |  |
|       | Liste unifiée               | הרשימה המשותפת     | Défense des intérêts des arabes israéliens | 6    | 4,83  | 5             |  |  |  |
|       | Nouvel Espoir               | תקווה חדשה         | Centre droit ou de droite                  | 6    | 4,59  | 6             |  |  |  |
|       | Meretz                      | התנועה החדשה-מרצ   | Gauche                                     | 6    | 5,00  | 3             |  |  |  |
|       | Liste arabe unie            | רשימה ערבית מאוחדת | Arabes religieux                           | 4    | 3,79  | en stagnation |  |  |  |

## Élus
| Liste                           | Liste                       | Nom                       | Image       | Date de naissance | Ville de naissance | Pays de naissance                            |
| Likoud (30)                     | Likoud (30)                 | Likoud (30)               | Likoud (30) | Likoud (30)       | Likoud (30)        | Likoud (30)                                  |
| ------------------------------- | --------------------------- | ------------------------- | ----------- | ----------------- | ------------------ | -------------------------------------------- |
| 1                               | Likoud                      | Benyamin Netanyahou       |             | 21 octobre 1949   | Tel Aviv-Jaffa     | Israël                                       |
| 2                               | Likoud                      | Yuli-Yoel Edelstein       |             | 5 août 1958       | Tchernivtsi        | Union soviétique                             |
| 3                               | Likoud                      | Israël Katz               |             | 21 septembre 1955 | Ashkelon           | Israël                                       |
| 4                               | Likoud                      | Miri Regev                |             | 26 mai 1965       | Kiryat Gat         | Israël                                       |
| 5                               | Likoud                      | Yariv Levin               |             | 22 juin 1969      | Jérusalem          | Israël                                       |
| 6                               | Likoud                      | Yoav Galant               |             | 8 novembre 1958   | Jaffa              | Israël                                       |
| 7                               | Likoud                      | Nir Barkat                |             | 19 octobre 1959   | Jérusalem          | Israël                                       |
| 8                               | Likoud                      | Gila Gamliel              |             | 24 février 1974   | Guedera            | Israël                                       |
| 9                               | Likoud                      | Avi Dichter               |             | 14 décembre 1952  | Ashkelon           | Israël                                       |
| 10                              | Likoud                      | Haïm Katz (en)            |             | 21 décembre 1947  |                    | Allemagne                                    |
| 11                              | Likoud                      | Eli Cohen                 |             | 3 octobre 1972    | Holon              | Israël                                       |
| 12                              | Likoud                      | Galit Distel-Etebaryan    |             | 10 janvier 1971   | Jérusalem          | Israël                                       |
| 13                              | Likoud                      | Tzachi Hanegbi            |             | 26 février 1957   | Jérusalem          | Israël                                       |
| 14                              | Likoud                      | Ofir Akunis (en)          |             | 28 mai 1973       | Tel Aviv           | Israël                                       |
| 15                              | Likoud                      | Yuval Steinitz            |             | 10 avril 1958     | Jérusalem          | Israël                                       |
| 16                              | Likoud                      | Dudi Amsalem              |             | 11 août 1960      | Jérusalem          | Israël                                       |
| 17                              | Likoud                      | Gadi Yevarkan (en)        |             | 1er janvier 1981  |                    | Éthiopie                                     |
| 18                              | Likoud                      | Amir Ohana                |             | 15 mars 1976      | Beer-Sheva         | Israël                                       |
| 19                              | Likoud                      | Ofir Katz (en)            |             | 19 mai 1980       | Afula              | Israël                                       |
| 20                              | Likoud                      | Eti Atiya (en)            |             | 12 février 1960   | Lod                | Israël                                       |
| 21                              | Likoud                      | Yoav Kisch                |             | 6 décembre 1968   | Tel Aviv           | Israël                                       |
| 22                              | Likoud                      | David Bitan (en)          |             | 8 avril 1960      | Kenitra            | Maroc                                        |
| 23                              | Likoud                      | Keren Barak (en)          |             | 20 septembre 1972 | Haïfa              | Israël                                       |
| 24                              | Likoud                      | Shlomo Karhi              |             | 6 avril 1982      | Zimrat             | Israël                                       |
| 25                              | Likoud                      | Miki Zohar                |             | 28 mars 1980      | Beersheba          | Israël                                       |
| 26                              | Likoud                      | Orly Levy                 |             | 11 novembre 1973  | Beït Shéan         | Israël                                       |
| 27                              | Likoud                      | Keti Shitrit (en)         |             | 22 janvier 1960   | Casablanca         | Maroc                                        |
| 28                              | Likoud                      | Ofir Sofer                |             | 1er août 1975     | Alma               | Israël                                       |
| 29                              | Likoud                      | Fateen Mulla (en)         |             | 15 juin 1960      | Yarka (en)         | Israël                                       |
| 30                              | Likoud                      | Mai Golan (en)            |             | 3 mai 1986        | Tel Aviv           | Israël                                       |
| Yesh Atid (17)                  |                             |                           |             |                   |                    |                                              |
| 1                               | Yesh Atid                   | Yaïr Lapid                |             | 5 novembre 1963   | Tel Aviv           | Israël                                       |
| 2                               | Yesh Atid                   | Orna Barbivai             |             | 5 septembre 1962  | Ramla              | Israël                                       |
| 3                               | Yesh Atid                   | Meir Cohen                |             | 15 novembre 1955  | Essaouira          | Maroc                                        |
| 4                               | Yesh Atid                   | Karin Elharar             |             | 9 octobre 1977    | Kiryat Ono         | Israël                                       |
| 5                               | Yesh Atid                   | Meirav Cohen              |             | 26 août 1983      | Jérusalem          | Israël                                       |
| 6                               | Yesh Atid                   | Yoel Razvozov             |             | 5 juillet 1980    | Birobidjan         | Union soviétique                             |
| 7                               | Yesh Atid                   | Elazar Stern (en)         |             | 25 août 1956      | Tel Aviv           | Israël                                       |
| 8                               | Yesh Atid                   | Mickey Levy               |             | 21 juin 1951      | Jérusalem          | Israël                                       |
| 9                               | Yesh Atid                   | Meirav Ben-Ari            |             | 13 novembre 1975  | Ra'anana           | Israël                                       |
| 10                              | Yesh Atid                   | Ram Ben-Barak (en)        |             | 1er avril 1958    | Nahalal            | Israël                                       |
| 11                              | Yesh Atid                   | Yoav Segalovich           |             | 23 avril 1959     | Tel Aviv           | Israël                                       |
| 12                              | Yesh Atid                   | Boaz Toporovsky (en)      |             | 17 juillet 1980   | Rishon LeZion      | Israël                                       |
| 13                              | Yesh Atid                   | Idan Roll                 |             | 27 avril 1984     | Jérusalem          | Israël                                       |
| 14                              | Yesh Atid                   | Yorai Lahav-Hertzanu      |             | 5 août 1988       | Tel Aviv           | Israël                                       |
| 15                              | Yesh Atid                   | Vladimir Beliak (en)      |             | 16 août 1973      | Kemerovo           | Union soviétique                             |
| 16                              | Yesh Atid                   | Ron Katz (en)             |             | 4 octobre 1985    | Afoula             | Israël                                       |
| 17                              | Yesh Atid                   | Nira Shpak (en)           |             | 20 juillet 1966   | Rehovot            | Israël                                       |
| Shas (9)                        |                             |                           |             |                   |                    |                                              |
| 1                               | Shas                        | Aryé Dery                 |             | 17 février 1959   | Meknès             | Maroc                                        |
| 2                               | Shas                        | Yaakov Margi              |             | 18 novembre 1960  | Rabat              | Maroc                                        |
| 3                               | Shas                        | Yoav Ben-Tzur             |             | 11 juin 1958      | Kfar Saba          | Israël                                       |
| 4                               | Shas                        | Michael Malchieli         |             | 7 octobre 1982    | Jérusalem          | Israël                                       |
| 5                               | Shas                        | Haïm Biton (en)           |             | 17 janvier 1978   | Jérusalem          | Israël                                       |
| 6                               | Shas                        | Moshe Arbel               |             | 26 décembre 1963  | Petah Tikva        | Israël                                       |
| 7                               | Shas                        | Yinon Azulai (en)         |             | 10 juillet 1979   |                    | Israël                                       |
| 8                               | Shas                        | Moshe Abutbul             |             | 14 juillet 1965   | Beer-Sheva         | Israël                                       |
| 9                               | Shas                        | Uriel Buso                |             | 13 septembre 1973 | Ramla              | Israël                                       |
| Bleu et blanc (8)               |                             |                           |             |                   |                    |                                              |
| 1                               | Bleu et blanc               | Benny Gantz               |             | 9 juin 1959       | Kfar Ahim          | Israël                                       |
| 2                               | Bleu et blanc               | Pnina Tamano-Shata        |             | 9 décembre 1981   | Wuzaba             | Éthiopie                                     |
| 3                               | Bleu et blanc               | Hili Tropper              |             | 22 avril 1978     | Jérusalem          | Israël                                       |
| 4                               | Bleu et blanc               | Michael Biton (en)        |             | 3 février 1970    | Yeruham            | Israël                                       |
| 5                               | Bleu et blanc               | Orit Farkash-Hacohen (en) |             | 29 décembre 1970  | Petah Tikva        | Israël                                       |
| 6                               | Bleu et blanc               | Alon Schuster (en)        |             | 2 mars 1957       | Mefalsim           | Israël                                       |
| 7                               | Bleu et blanc               | Eitan Ginzburg (en)       |             | 25 janvier 1977   | La Plata           | Argentine                                    |
| 8                               | Bleu et blanc               | Yael Ron Ben Moshe (en)   |             | 14 novembre 1978  | Ga'aton            | Israël                                       |
| Yamina (7)                      |                             |                           |             |                   |                    |                                              |
| 1                               | Yamina                      | Naftali Bennett           |             | 25 mars 1972      | Haïfa              | Israël                                       |
| 2                               | Yamina                      | Ayelet Shaked             |             | 7 mai 1976        | Tel Aviv           | Israël                                       |
| 3                               | Yamina                      | Alon Davidi (en)          |             | 18 octobre 1973   | Beer-Sheva         | Israël                                       |
| 4                               | Yamina                      | Matan Kahana (en)         |             | 29 juillet 1972   | Haïfa              | Israël                                       |
| 5                               | Yamina                      | Amichai Chikli            |             | 12 septembre 1981 | Jérusalem          | Israël                                       |
| 6                               | Yamina                      | Nir Orbach                |             | 6 avril 1970      | Haïfa              | Israël                                       |
| 7                               | Yamina                      | Abir Kara (en)            |             | 27 octobre 1983   |                    | Israël                                       |
| Parti travailliste (7)          |                             |                           |             |                   |                    |                                              |
| 1                               | Travailliste                | Merav Michaeli            |             | 24 novembre 1966  | Petah Tikva        | Israël                                       |
| 2                               | Travailliste                | Omer Bar-Lev              |             | 2 octobre 1953    | Haïfa              | Israël                                       |
| 3                               | Travailliste                | Emilie Moatti             |             | 27 juin 1980      | Netanya            | Israël                                       |
| 4                               | Travailliste                | Gilad Kariv (en)          |             | 30 novembre 1973  | Tel Aviv           | Israël                                       |
| 5                               | Travailliste                | Efrat Rayten (en)         |             | 15 mai 1972       | Ramat Ha-Sharon    | Israël                                       |
| 6                               | Travailliste                | Ram Shefa (en)            |             | 15 février 1985   | Guivat-Haïm        | Israël                                       |
| 7                               | Travailliste                | Ibtisam Mara'ana (en)     |             | 14 octobre 1975   | Fureidis           | Israël                                       |
| Judaïsme unifié de la Torah (7) |                             |                           |             |                   |                    |                                              |
| 1                               | Judaïsme unifié de la Torah | Moshe Gafni               |             | 5 mai 1952        | Bnei Brak          | Israël                                       |
| 2                               | Judaïsme unifié de la Torah | Yaakov Litzman            |             | 2 septembre 1948  |                    | Allemagne                                    |
| 3                               | Judaïsme unifié de la Torah | Uri Maklev                |             | 10 janvier 1957   | Bnei Brak          | Israël                                       |
| 4                               | Judaïsme unifié de la Torah | Meir Porush               |             | 15 juin 1955      | Jérusalem          | Israël                                       |
| 5                               | Judaïsme unifié de la Torah | Ya'akov Asher             |             | 2 juillet 1965    | Ramat Gan          | Israël                                       |
| 6                               | Judaïsme unifié de la Torah | Yisrael Eichler           |             | 27 mars 1955      | Jérusalem          | Israël                                       |
| 7                               | Judaïsme unifié de la Torah | Itzhak Pindros (en)       |             | 20 juillet 1971   | Jérusalem          | Israël                                       |
| Israel Beytenou (7)             |                             |                           |             |                   |                    |                                              |
| 1                               | Israel Beytenou             | Avigdor Liberman          |             | 5 juin 1958       | Chișinău           | République socialiste soviétique de Moldavie |
| 2                               | Israel Beytenou             | Oded Forer                |             | 30 mai 1977       | Rehovot            | Israël                                       |
| 3                               | Israel Beytenou             | Evgeny Sova (en)          |             | 29 août 1980      | Pervomaïsk         | RSS d'Ukraine                                |
| 4                               | Israel Beytenou             | Eli Avidar (en)           |             | 3 décembre 1964   | Alexandrie         | Égypte                                       |
| 5                               | Israel Beytenou             | Ioulia Malinovski         |             | 5 septembre 1975  | Vorochilovgrad     | RSS d'Ukraine                                |
| 6                               | Israel Beytenou             | Hamad Amar                |             | 5 novembre 1964   | Shefa Amr          | Israël                                       |
| 7                               | Israel Beytenou             | Alex Kushnir (en)         |             | 2 novembre 1978   | Drohobytch         | RSS d'Ukraine                                |
| Parti sioniste religieux (6)    |                             |                           |             |                   |                    |                                              |
| 1                               | Parti sioniste religieux    | Bezalel Smotrich          |             | 27 février 1980   | Haspin             | Israël                                       |
| 2                               | Parti sioniste religieux    | Michal Waldiger           |             | 6 janvier 1969    | Bnei Brak          | Israël                                       |
| 3                               | Parti sioniste religieux    | Itamar Ben-Gvir           |             | 6 mai 1976        | Jérusalem          | Israël                                       |
| 4                               | Parti sioniste religieux    | Simcha Rothman (en)       |             | 13 août 1980      | Bnei Brak          | Israël                                       |
| 5                               | Parti sioniste religieux    | Orit Strook               |             | 15 mars 1960      | Jérusalem          | Israël                                       |
| 6                               | Parti sioniste religieux    | Avi Maoz                  |             | 6 juillet 1956    | Haïfa              | Israël                                       |
| Liste unifiée (6)               |                             |                           |             |                   |                    |                                              |
| 1                               | Liste unifiée               | Ayman Odeh                |             | 1er janvier 1975  | Haïfa              | Israël                                       |
| 2                               | Liste unifiée               | Ahmed Tibi                |             | 19 décembre 1958  | Tayibe             | Israël                                       |
| 3                               | Liste unifiée               | Sami Abu Shehadeh (en)    |             | 19 décembre 1975  | Lod                | Israël                                       |
| 4                               | Liste unifiée               | Aida Touma-Suleiman       |             | 16 juillet 1964   | Nazareth           | Israël                                       |
| 5                               | Liste unifiée               | Osama Saadi               |             | 21 février 1963   | Arraba             | Israël                                       |
| 6                               | Liste unifiée               | Ofer Cassif               |             | 25 décembre 1964  | Rishon LeZion      | Israël                                       |
| Nouvel Espoir (6)               |                             |                           |             |                   |                    |                                              |
| 1                               | Nouvel Espoir               | Gideon Sa'ar              |             | 9 décembre 1966   | Tel Aviv-Jaffa     | Israël                                       |
| 2                               | Nouvel Espoir               | Yifat Shasha-Biton        |             | 23 mai 1973       | Kiryat Shmona      | Israël                                       |
| 3                               | Nouvel Espoir               | Ze'ev Elkin               |             | 3 avril 1971      | Kharkov            | RSS d'Ukraine                                |
| 4                               | Nouvel Espoir               | Yoaz Hendel (en)          |             | 22 mai 1975       | Petah Tikva        | Israël                                       |
| 5                               | Nouvel Espoir               | Sharren Haskel            |             | 4 mars 1984       | Toronto            | Canada                                       |
| 6                               | Nouvel Espoir               | Benny Begin (en)          |             | 1er mars 1943     | Jérusalem          | Palestine                                    |
| Meretz (6)                      |                             |                           |             |                   |                    |                                              |
| 1                               | Meretz                      | Nitzan Horowitz           |             | 24 février 1965   | Rishon LeZion      | Israël                                       |
| 2                               | Meretz                      | Tamar Zandberg            |             | 29 avril 1976     | Ramat Gan          | Israël                                       |
| 3                               | Meretz                      | Yaïr Golan                |             | 14 mai 1962       | Rishon LeZion      | Israël                                       |
| 4                               | Meretz                      | Ghaida Rinawie Zoabi (en) |             | 28 septembre 1972 | Nazareth           | Israël                                       |
| 5                               | Meretz                      | Issawi Frej               |             | 14 décembre 1963  | Kafr Qasim         | Israël                                       |
| 6                               | Meretz                      | Mossi Raz (en)            |             | 19 décembre 1965  | Jérusalem          | Israël                                       |
| Liste arabe unie (4)            |                             |                           |             |                   |                    |                                              |
| 1                               | Liste arabe unie            | Mansour Abbas             |             | 22 avril 1974     | Maghar             | Israël                                       |
| 2                               | Liste arabe unie            | Mazen Ghnaïm (en)         |             | 30 novembre 1956  | Jérusalem          | Israël                                       |
| 3                               | Liste arabe unie            | Walid Taha (en)           |             | 7 septembre 1968  | Kafr Qasim         | Israël                                       |
| 4                               | Liste arabe unie            | Said al-Harumi (en)       |             | 10 janvier 1972   | Shaqib al-Salam    | Israël                                       |

## Remplacements
| Date            | Remplaçant(e)        | Parti                       | Remplacé(e)          | Notes |
| --------------- | -------------------- | --------------------------- | -------------------- | --- |
| 5 avril 2021    | Idit Silman          | Yamina                      | Alon Davidi          | Davidi était 3e sur la liste de Yamina mais il choisit de ne pas siéger et de laisser sa place avant de prêter serment. |
| 8 avril 2021    | Yosef Taieb          | Shas                        | Aryé Dery            | Dery a démissionné de la Knesset en vertu de la loi israélienne après avoir été nommé au gouvernement.                  |
| 8 avril 2021    | Ya'akov Tessler      | Judaïsme unifié de la Torah | Yaakov Litzman       | Litzman a démissionné de la Knesset en vertu de la loi israélienne après avoir été nommé au gouvernement.               |
| 8 avril 2021    | Eliyahu Baruchi      | Judaïsme unifié de la Torah | Uri Maklev           | Maklev a démissionné de la Knesset en vertu de la loi israélienne après avoir été nommé au gouvernement.                |
| 13 juin 2021    | Aryé Dery            | Shas                        | Yosef Taieb          | Dery retourne à la Knesset après la formation du gouvernement Bennett.                                                  |
| 13 juin 2021    | Yaakov Litzman       | Judaïsme unifié de la Torah | Ya'akov Tessler      | Litzman retourne à la Knesset après la formation du gouvernement Bennett.                                               |
| 13 juin 2021    | Uri Maklev           | Judaïsme unifié de la Torah | Eliyahu Baruchi      | Maklev retourne à la Knesset après la formation du gouvernement Bennett.                                                |
| 15 juin 2021    | Zvi Hauser           | Nouvel Espoir               | Yoaz Hendel          | Hendel a démissionné de la Knesset en vertu de la loi israélienne après avoir été nommé au gouvernement.                |
| 15 juin 2021    | Ruth Wasserman Lande | Bleu et blanc               | Orit Farkash-Hacohen | Farkash-Hacohen a démissionné de la Knesset en vertu de la loi israélienne après avoir été nommé au gouvernement.       |
| 15 juin 2021    | Elina Bardach-Yalov  | Israel Beytenou             | Avigdor Liberman     | Liberman a démissionné de la Knesset en vertu de la loi israélienne après avoir été nommé au gouvernement.              |
| 15 juin 2021    | Alon Tal             | Bleu et blanc               | Pnina Tamano-Shata   | Tamano-Shata a démissionné de la Knesset en vertu de la loi israélienne après avoir été nommé au gouvernement.          |
| 15 juin 2021    | Meir Yitzhak Halevi  | Nouvel Espoir               | Ze'ev Elkin          | Elkin a démissionné de la Knesset en vertu de la loi israélienne après avoir été nommé au gouvernement.                 |
| 15 juin 2021    | Limor Magen Telem    | Israel Beytenou             | Oded Forer           | Forer a démissionné de la Knesset en vertu de la loi israélienne après avoir été nommé au gouvernement.                 |
| 15 juin 2021    | Tania Mazarsky       | Yesh Atid                   | Yoel Razvozov        | Razvozov a démissionné de la Knesset en vertu de la loi israélienne après avoir été nommé au gouvernement.              |
| 15 juin 2021    | Mufid Mari           | Bleu et blanc               | Hili Tropper         | Tropper a démissionné de la Knesset en vertu de la loi israélienne après avoir été nommé au gouvernement.               |
| 15 juin 2021    | Shirly Pinto         | Yamina                      | Matan Kahana         | Kahana a démissionné de la Knesset en vertu de la loi israélienne après avoir été nommé au gouvernement.                |
| 15 juin 2021    | Yasmin Fridman       | Yesh Atid                   | Orna Barbivai        | Barbivai a démissionné de la Knesset en vertu de la loi israélienne après avoir été nommé au gouvernement.              |
| 15 juin 2021    | Yossi Shain          | Israel Beytenou             | Hamad Amar           | Amar a démissionné de la Knesset en vertu de la loi israélienne après avoir été nommé au gouvernement.                  |
| 16 juin 2021    | Michal Rozin         | Meretz                      | Nitzan Horowitz      | Horowitz a démissionné de la Knesset en vertu de la loi israélienne après avoir été nommé au gouvernement.              |
| 16 juin 2021    | Gaby Lasky           | Meretz                      | Tamar Zandberg       | Zandberg a démissionné de la Knesset en vertu de la loi israélienne après avoir été nommé au gouvernement.              |
| 22 juin 2021    | Naama Lazimi         | Parti travailliste          | Omer Bar-Lev         | Bar-Lev a démissionné de la Knesset en vertu de la loi israélienne après avoir été nommé au gouvernement.               |
| 23 juin 2021    | Yomtob Kalfon        | Yamina                      | Ayelet Shaked        | Shaked a démissionné de la Knesset en vertu de la loi israélienne après avoir été nommé au gouvernement.                |
| 27 juin 2021    | Inbar Bezek          | Yesh Atid                   | Karin Elharar        | Maklev a démissionné de la Knesset en vertu de la loi israélienne après avoir été nommé au gouvernement.                |
| 9 juillet 2021  | Michal Shir          | Nouvel Espoir               | Gideon Sa'ar         | Sa'ar a démissionné de la Knesset en vertu de la loi israélienne après avoir été nommé au gouvernement.                 |
| 9 juillet 2021  | Moshe Tur-Paz        | Yesh Atid                   | Meirav Cohen         | Cohen a démissionné de la Knesset en vertu de la loi israélienne après avoir été nommé au gouvernement.                 |
| 9 juillet 2021  | Simon Davidson       | Yesh Atid                   | Idan Roll            | Roll a démissionné de la Knesset en vertu de la loi israélienne après avoir été nommé au gouvernement.                  |
| 18 juillet 2021 | Ali Salalha          | Meretz                      | Issawi Frej          | Frej a démissionné de la Knesset en vertu de la loi israélienne après avoir été nommé au gouvernement.                  |
| 3 août 2021     | Sharon Roffe Ofir    | Israel Beytenou             | Eli Avidar           | Avidar a démissionné de la Knesset en vertu de la loi israélienne après avoir été nommé au gouvernement.                |
| 25 août 2021    | Iman Khatib-Yasin    | Liste arabe unie            | Said al-Harumi       | al-Harumi décède le 25 août 2021.                                                                                       |
| 25 janvier 2022 | Yosef Taieb          | Shas                        | Aryé Dery            | Dery a démissionné de la Knesset dans le cadre d'une négociation de plaidoyer dans un procès pour délits fiscaux.       |
| 24 février 2022 | Eli Avidar           | Israel Beytenou             | Sharon Roffe Ofir    | Avidar retourne à la Knesset après avoir quitté le gouvernement Bennett.                                                |